# Cratere Malyy
Malyy è un cratere lunare intitolato ad Aleksandr L. Malyy. Si trova sulla faccia nascosta della Luna, ed è quindi invisibile dalla Terra. È situato a sud-sudest del cratere Artamonov, mentre leggermente verso est-nordest si trova il cratere Deutsch. La zona di territorio a sudovest di Malyy forma una pianura abbastanza regolare punteggiata da piccoli crateri e da formazioni ormai sepolte.
Parecchi crateri minori si sovrappongono a parti del bordo di Malyy, e l'orlo è generalmente eroso ed irregolare. Il cratere correlato 'Malyy G', appena ad est, è molto più definito, con un bordo estremamente frastagliato, ed è dunque molto più giovane.

## Crateri correlati
Alcuni crateri minori situati in prossimità di Malyy sono convenzionalmente identificati, sulle mappe lunari, attraverso una lettera associata al nome.
| Malyy | Latitudine | Longitudine | Diametro |
| ----- | ---------- | ----------- | -------- |
| G     | 21.7° N    | 106.9° E    | 28 km    |
| K     | 19.6° N    | 107.0° E    | 15 km    |
| L     | 19.9° N    | 106.1° E    | 14 km    |